# Burschenschaft der Bubenreuther
Die Burschenschaft der Bubenreuther ist eine farbentragende, fakultativ schlagende Studentenverbindung des „Roten Verbandes“ (RV) an der Friedrich-Alexander-Universität Erlangen-Nürnberg in der Neuen Deutschen Burschenschaft. Sie ist eine der größten und ältesten Burschenschaften Deutschlands.

## Couleur, Wahlspruch und Allgemeines
Die Burschenschaft der Bubenreuther trägt ein (Couleur) schwarz-rotes Band mit goldener Perkussion. Zum schwarz-roten Band tragen die Bubenreuther eine rote Mütze mit Eichenkranz (auch Kranzmütze genannt). Die Farben Schwarz-Rot-Gold entsprechen den Farben der Urburschenschaft.
Der Wahlspruch der Burschenschaft der Bubenreuther „Gott – Freiheit – Ehre – Vaterland“ findet sich auch im Zirkel wieder. Darüber hinaus haben speziell das Sittlichkeitsprinzip, das Wissenschaftlichkeitsprinzip und die Vaterlandsliebe eine große Bedeutung. Das Sittlichkeitsprinzip umschreibt die menschliche Reife im Denken, Handeln und Umgang miteinander, während das Wissenschaftlichkeitsprinzip auf eine offene Grundhaltung gegenüber anderen Denkansätzen und ein akademisches Grundwissen abzielt. Zum Thema der Vaterlandsliebe wird von der Burschenschaft bewusst die partnerschaftliche Verantwortung Deutschlands in der Gemeinschaft der europäischen Nationen, in einem friedlichen und geeinten Europa betont. Rechts-nationale Bestrebungen werden abgelehnt. Zu verteidigen sind stattdessen die freiheitlich-demokratische Grundordnung Deutschlands, das Recht auf Selbstbestimmung und Meinungsfreiheit sowie das Gebot der Achtung des Nächsten.

## Geschichte

Bundeszeichen der Erlanger Arminia von 1817

### Gründungszeit
Die Burschenschaft der Bubenreuther wurde am 1. Dezember 1817 in unmittelbarer Folge des Wartburgfests in Erlangen als „Allgemeine Erlanger Burschenschaft“ gegründet. Daneben führte sie den allgemein auch gebräuchlichen Namen Arminia. Mit dem Attentat des Theologiestudenten Karl Ludwig Sand, Gründungsmitglied der Erlanger Burschenschaft, auf August von Kotzebue und den daraufhin von Metternich durchgesetzten Karlsbader Beschlüssen wurde das aufblühende Leben der Burschenschaft auch in Erlangen zunächst unterbrochen. Um den Repressalien der „Demagogenverfolgung“ auszuweichen, trafen sich die Arminen in dem damals noch versteckt liegenden Dorf Bubenreuth, das schon bald namensgebend für die Burschenschaft und Ursprung der „Bubenreuther Eigenart“ werden sollte.
In dem damals unter den Burschenschaften ausgebrochenen Richtungsstreit zwischen den Arministen und Germanisten setzte sich unter dem Einfluss von Karl von Hase in Erlangen das arministische Prinzip durch. Das Hambacher Fest (1832) und der Frankfurter Wachensturm (1833) waren Vorwand für eine erneute „Demagogenverfolgung“. Deshalb löste sich die Arminia am 9. Mai 1833 in Bubenreuth offiziell auf. Inoffiziell wurde das Bundesleben jedoch unter dem Namen „Bubenruthia“ – abgeleitet vom Ortsnamen Bubenreuth – weitergeführt.
Zum 100-jährigen Jubiläum der Universität Erlangen im Jahr 1843 wurde der Burschenschaft erstmals wieder gestattet, öffentlich aufzutreten. Sie nahm unter einer neutralen Fahne am Festzug teil. In der Folgezeit war es besonders das Verdienst Hans von Raumers, dem Zusammenleben der früheren Mitglieder und der Aktiven wieder eine feste Form zu geben. Er war auch – neben sechs weiteren Bubenreuthern – Mitglied der Nationalversammlung in der Frankfurter Paulskirche (1848).
In der zweiten Hälfte des 19. Jahrhunderts bildeten sich innerhalb der deutschen Burschenschaften an den verschiedenen deutschen Universitäten Kartelle. Auch die Bubenreuther gründeten mit der Burschenschaft Arminia auf dem Burgkeller zu Jena 1860 das nach der Farbe der Mützen genannte „Rote Kartell“, den Vorläufer des „Roten Verbandes“ (RV). Dem RV gehören die Bubenreuther bis heute an. Dem 1881 gegründeten Dachverband aller Burschenschaften, der 1902 in „Deutsche Burschenschaft“ umbenannt wurde, standen die Bubenreuther stets reserviert gegenüber. Aufnahme und Austritt erfolgten in stetem Wechsel.

Die Bubenruthia als Mitglied der Deutschen Burschenschaft (1915)

### Die Zeit der zwei Weltkriege
Während des Ersten Weltkrieges 1914 verblieben nur wenige Mitglieder in Erlangen und versuchten das Bundesleben weiterzuführen. Bei Kriegsende trauerte die Bubenruthia um 104 tote Mitglieder, darunter auch den Dichter Walter Flex.
Am 14. März 1920 wurde zur Verhinderung eine „Überschwappens der Münchner Räterevolution nach Franken“ ein 1919 (von den Burschenschaften Erlanger Wingolf, Bubenruthia, Germania und Uttenruthia) aufgestelltes Studentenbataillon unter Waffen gestellte, nachdem am Vortag in Berlin rechte Putschisten das Regierungsviertel besetzt hatten.
Inzwischen wieder Mitglied der „Deutschen Burschenschaft“ (DB), weigerte sich der Sprecher der Bubenreuther 1934, die „arischen Fragebögen“ an diese auszuliefern, was einen erneuten Ausschluss aus dem Dachverband nach sich zog. Nach der Durchsetzung des Arierparagraphen durch den Nationalsozialistischen Deutschen Studentenbund, dem auch die DB 1935 beitrat, wurden die Erlanger Korporierten am 30. Januar 1936 im Redoutensaal vor die Wahl gestellt, das Band abzulegen oder den Saal zu verlassen. Die Bubenreuther entschieden sich für Letzteres. Am selben Abend noch beschlossen die Bubenreuther und acht weitere Erlanger Verbindungen ihre Auflösung. Inoffiziell führte man jedoch das Bundesleben weiter, bis die Nationalsozialisten an allen deutschen Universitäten die Umwandlung der studentischen Verbindungen in so genannte Kameradschaften erzwangen. Im Bubenreuther Haus etablierte sich eine „Kameradschaft Walter Flex“, die wenigstens durch ihre Namensgebung noch einen Anklang an die Burschenschaft erlaubte. Die Mitglieder dieser Kameradschaft suchten zeitweilig auch Bubenreuth auf, um die Verbindung nach dort zu halten.
1941 wurde das Bubenreuther Haus zu Kriegszwecken beschlagnahmt und von der Wehrmacht als Lazarett genutzt. Im Zweiten Weltkrieg fielen 79 Bubenreuther.

### Nachkriegszeit
Nach Kriegsende 1945 blieben zunächst zahlreiche Verbindungen von den Siegermächten verboten, darunter auch die Burschenschaft der Bubenreuther, deren Haus beschlagnahmt blieb und als Klinikum und Verwaltungsstelle genutzt wurde.
Auf ihrem Weg eines Neuanfangs nach 1945 suchten die Bubenreuther nach der Zeit des Imperialismus der Nationalsozialisten nach positiven Anknüpfungspunkten in ihrer bewegten Vergangenheit und fanden sie in der aktiv gelebten, demokratischen, freiheitlichen und christlichen Tradition der frühen Burschenschaft. 1946 entstand daher eine Gemeinschaft junger Studenten, darunter auch Söhnen von Bubenreuthern, die zunächst den Namen „Sodalitas“ annahm, sich jedoch zunehmend an den Grundsätzen und Prinzipien der Burschenschaft ausrichtete und Kontakt zum Philisterverein aufnahm. Die Sodalitas nahm die Farben der Burschenschaft an, traf sich regelmäßig in Bubenreuth und nahm nach Anerkennung durch den Philisterverein 1950 offiziell wieder den Namen „Burschenschaft der Bubenreuther“ an. 1957 konnte nach langen Verhandlungen auch die Rückgabe des Erlanger Hauses an die Bubenreuther erlangt werden.
Die aktive Burschenschaft, die nach ihrer Wiederentstehung auch das akademische Fechten wiedereingeführt hatte, ersetzte selbiges nach langen Diskussionen 1968 durch das Sportfechten. Infolgedessen kam es in den folgenden Jahren immer wieder zu Streitigkeiten mit der DB, die 1988 zum erneuten Ausschluss der Bubenreuther aus dem Dachverband führte.
Für Konflikte und etliche Austritte aus der Burschenschaft sorgte das „Keuschheitsprinzip“, das vorehelichen Geschlechtsverkehr untersagte und noch aus den Anfangszeiten der Verbindung stammte. 1968 wurde es aufgehoben und durch ein „Sittlichkeitsprinzip“ ersetzt. Heinz Roth, der damalige Leiter der Versammlung, äußerte dazu: „Die Jungen mögen wohlüberlegt Traditionen und Formen, die ihnen nicht mehr zeitgemäß erscheinen, ablegen, wenn der Geist erhalten bleibt!“ Unter Berufung auf dieses Sittlichkeitsprinzip wurde noch 1995 ein Bundesbruder wegen seiner Homosexualität ausgeschlossen.

### Seit 1980
Das Bubenreuther Colloquium ist seit 1984 eine feste öffentliche Veranstaltung der Burschenschaft der Bubenreuther. Es findet zumeist Ende Januar/Anfang Februar auf dem Bubenreuther Haus in Erlangen statt. Namhafte Redner und Experten diskutieren hier zu Fragen der politischen Situation in Deutschland und Europa mit Studenten und Interessierten.
Seit 1988 ist die Burschenschaft der Bubenreuther nicht mehr Teil der Deutschen Burschenschaft (DB).
1993 veröffentlichte die Burschenschaft ihr „Bubenreuther Manifest“, das 2017 in die „Bubenreuther Erklärung“ mündete, in welchem sich die Burschenschaft der Bubenreuther u. a. von jeglichem Extremismus, nationalistischer Übersteigerung, völkischem Denken und Fremdenfeindlichkeit distanziert: „Wir wollen uns dabei an den Grundsätzen des Christentums orientieren, respektieren aber auch andere Religionen und weltanschauliche Orientierungen, wenn sie mit den Grundwerten des Grundgesetzes der Bundesrepublik Deutschland vereinbar sind. Wir erziehen unsere Mitglieder zu Gesprächsbereitschaft, Kompromissfähigkeit und Toleranz. Dem heute um sich greifenden, oft schrankenlosen Individualismus treten wir als Generationen übergreifende Erziehungsgemeinschaft entgegen und streben nach einer auf Gemeinschaft bezogenen verantwortlichen Lebensgestaltung. Wir wollen [...] auf die Mitarbeit an der Gestaltung des kulturellen, gesellschaftlichen und politischen Lebens vorbereiten.“ Als Gemeinschaft und Lebensbund will sie die burschenschaftlichen Grundwerte in zeitgemäßer Form leben, in besonderer Verantwortung für das Gemeinwesen und die Gesellschaft, durch Förderung des staatsbürgerlichen Interesses, des wertorientiertens Verhaltens und der Leistungsbereitschaft der Studierenden.
Mit der Feier zum 200. Stiftungsfest der Burschenschaft präsentierte sich die Burschenschaft der Bubenreuther 2017 damit wieder in der Tradition der Urburschenschaften, die vor 200 Jahren bereits für liberale, neue Geistesströmungen einstanden: für die Freiheits- und Gleichheitsideen der Französischen Revolution, den Idealismus der deutschen Romantik, die Sittlichkeit eines entstehenden werteorientierten Bürgertums und das damalige Wunschbild eines vereinten Vaterlandes – heute eines vereinten, friedlichen Europas – in einer Welt, in der die Menschenrechte geachtet und gelebt werden.

## Roter Verband und Neue Deutsche Burschenschaft
Der „Rote Verband“ (RV) ist ein deutschlandweiter Zusammenschluss liberaler, arministisch geprägter Burschenschaften, der seinen Namen von deren roten Mützen bekommen hat. Die Burschenschaft der Bubenreuther gehört dem RV als Gründungsmitglied seit 1897 an.
1996 kam es unter maßgeblicher Beteiligung der Bubenreuther als Gegenbewegung zur „alten“ Deutschen Burschenschaft zur Gründung der Neuen Deutschen Burschenschaft (Neue DB), die für ein zeitgemäßes Engagement für das Gemeinwesen ohne nationalistische Überhöhung eintritt. Anstoß zur Gründung der Neuen DB war für einige Burschenschaften auch die Streitfrage über das verpflichtende Schlagen scharfer Mensuren, die Aufnahme von Kriegsdienstverweigerern und die Mitgliedsschaftsvoraussetzungen für eine Aufnahme in die DB.
Die Mitglieder der Neuen DB sind fakultativ schlagende Burschenschaften, die in der Tradition der Urburschenschaft von 1815 das akademische Fechten fortführen, d. h., es bleibt jedem Bundesbruder selbst überlassen, ob er eine Mensur stellen möchte. Unter diesem Vorbehalt und Kompromiss stehen auch die Bubenreuther heute wieder zum studentischen Fechten.

## Bubenreuther Haus
Die Burschenschaft der Bubenreuther entschloss sich 1889 zum Bau des Hauses, um ihren aktiven Mitgliedern ein eigenes Heim zu bieten. Architekt des Hauses war Theodor Eyrich. Der Mittelpunkt des Hauses ist der prächtige Ballsaal mit überlebensgroßen Wandbildern aus dem Erlanger Studentenleben, die von Otto Bollhagen gemalt wurden und die größten Jugendstilgemälde Europas sind. 1933 wurde das Haus renoviert und erweitert. Im Zweiten Weltkrieg beschlagnahmte die Wehrmacht das Haus und nutzte es als Lazarett, bis es schließlich 1957 an die Burschenschaft der Bubenreuther zurückgegeben wurde.
Das 125-jährige Bestehen des Bubenreutherhauses an der Östlichen Stadtmauerstraße 32 in Erlangen konnte die Burschenschaft 2014 zum Anlass nehmen, mit dem Bezug des modernen Neubaus im Rückgebäude des Hauses ein neues, mit Spenden und Mitteln der Burschenschaft finanziertes studentisches Wohnheim für Erlangen zu feiern.

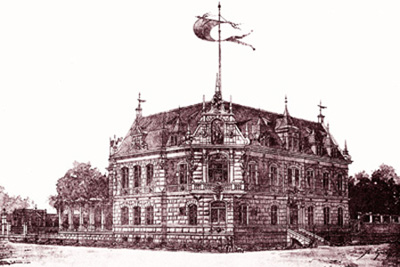
Bubenreuther Haus
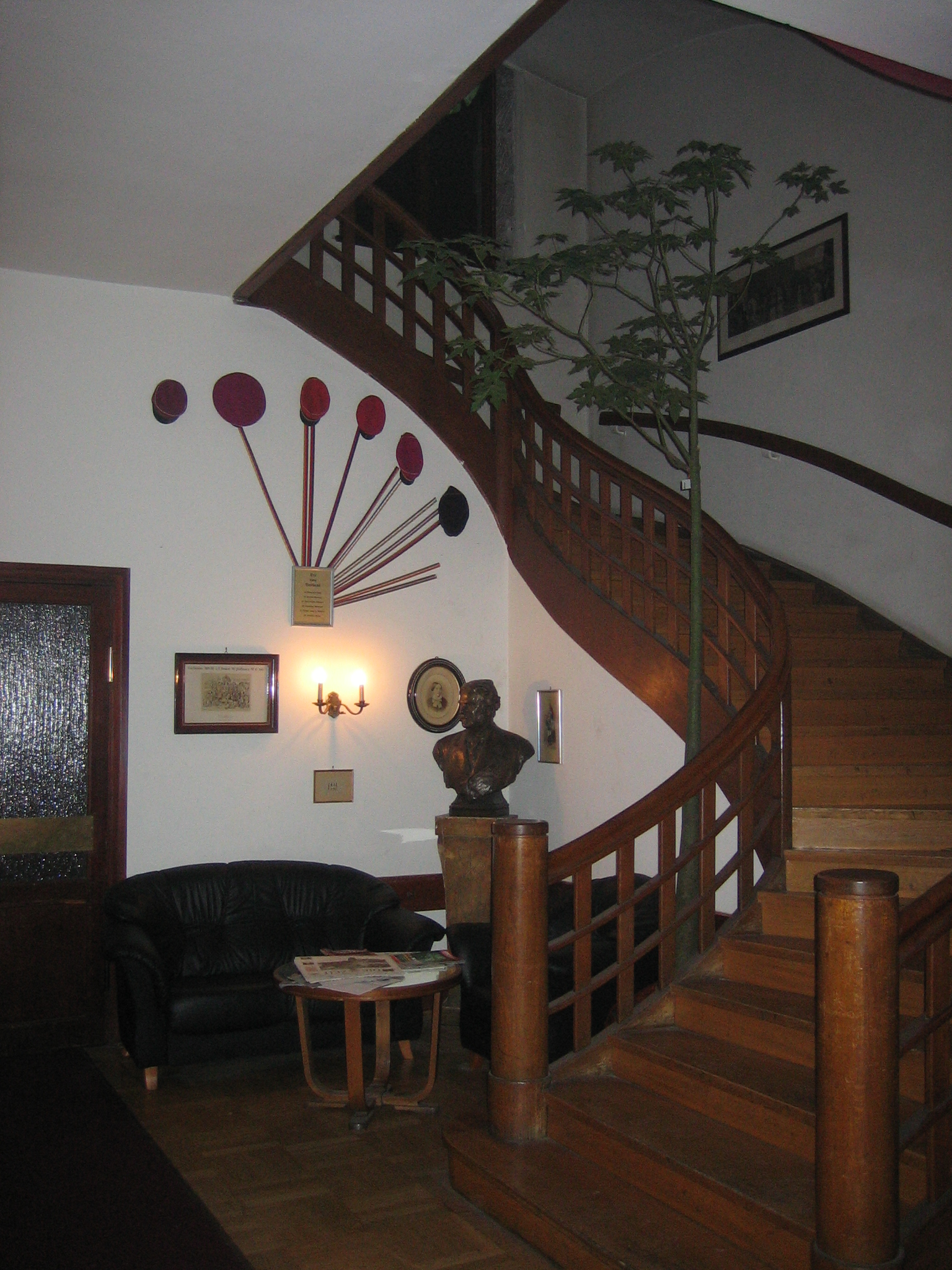
Foyer
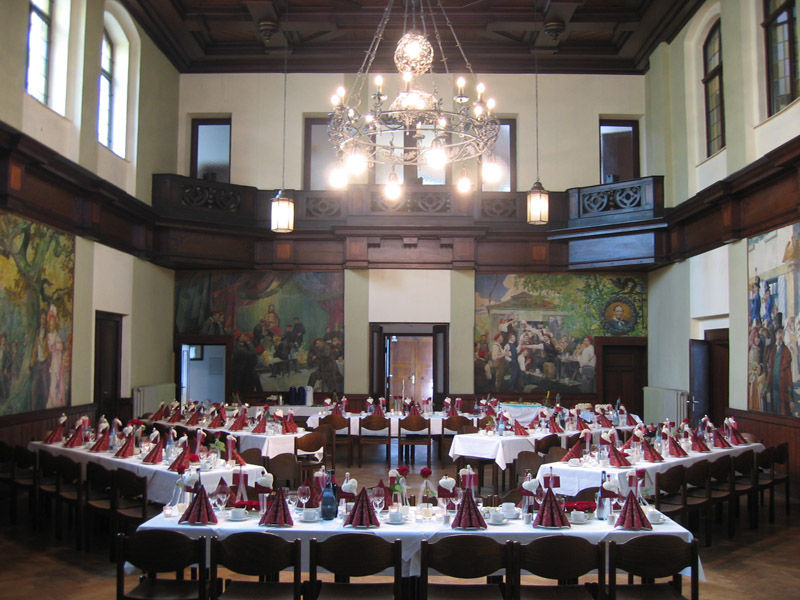
Ballsaal
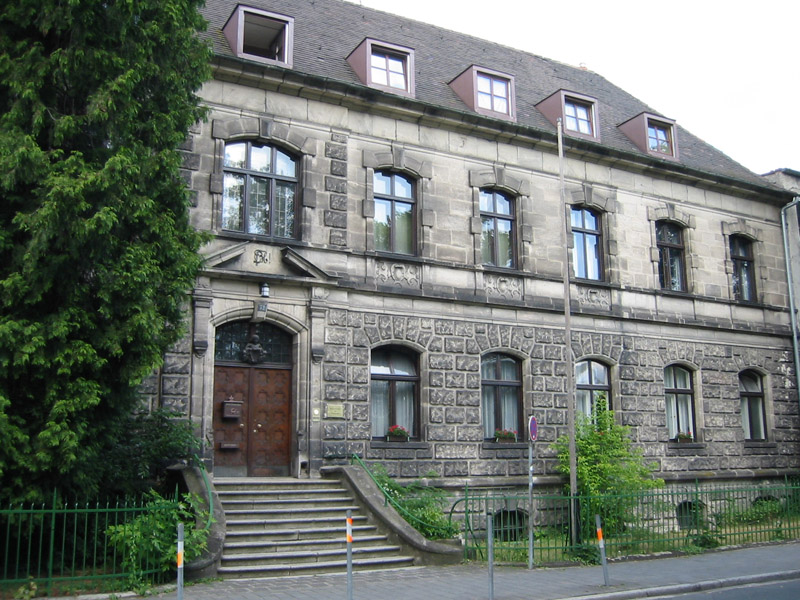
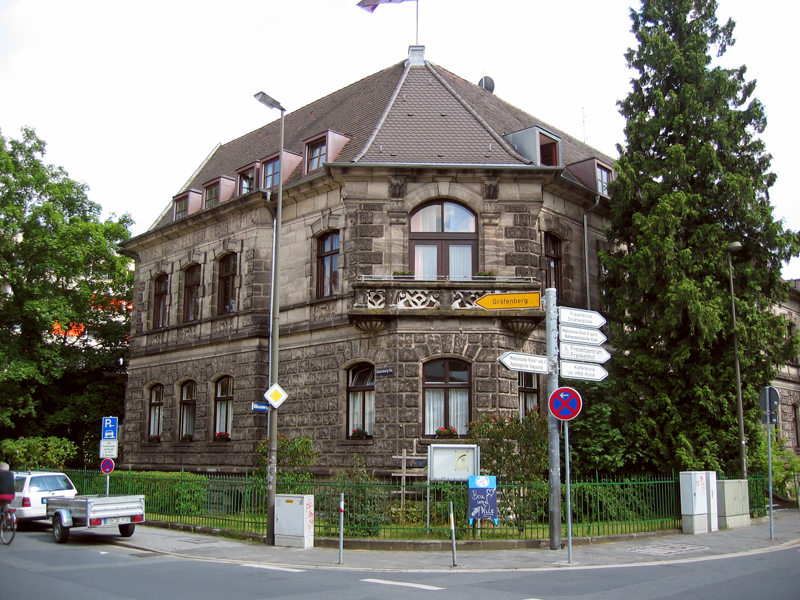
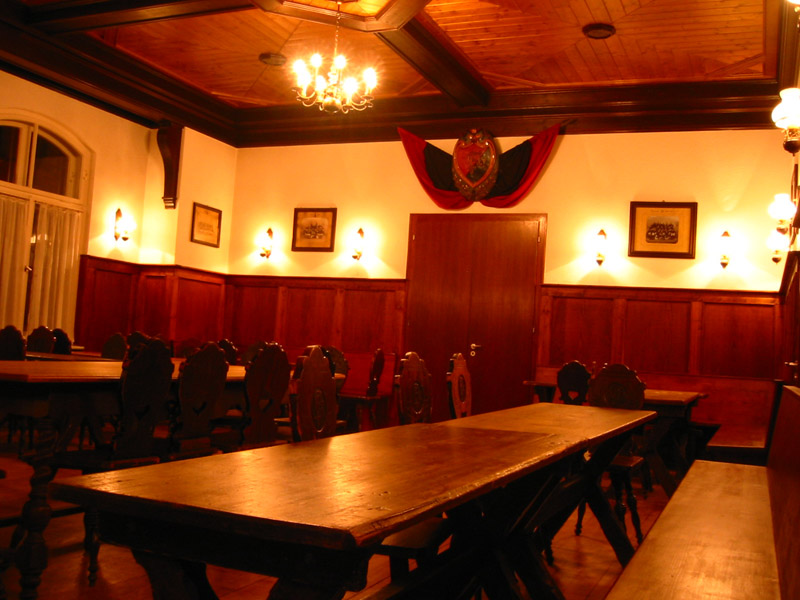

## Mörsbergei
In Bubenreuth liegt die eigentliche Heimat der Burschenschaft der Bubenreuther, die Mörsbergei. Schon im 18. Jahrhundert war das Anwesen und der Gasthof ein beliebter Treffpunkt der Erlanger Studenten. In dem Gasthof finden die Kneipen der Burschenschaft statt, auf dem Anwesen wird die Bubenreuther Kirchweih ausgerichtet. Der Name Mörsbergei leitet sich vom Namen des letzten Besitzers, Johann Friedrich (gen. „Jean“) Mörsbergers, ab. Dieser verkaufte das Anwesen 1914 an die Burschenschaft.

## Bekannte Bubenreuther
| Name                                             | Lebensdaten    | Beruf | Bild |
| Hans Achelis                                     | 1865–1937      | evangelischer Theologe und Professor für Kirchengeschichte und christliche Archäologie in Bonn und Leipzig                                                                     |      |
| Ludwig Aegidi                                    | 1825–1901      | Professor für Staatsrecht in Göttingen und Erlangen, Mitglied des Preußischen Ministerialrates                                                                                 |      |
| Henry Albers                                     | 1904–1987      | Chemiker und Professor |      |
| Friedrich Wilhelm Albrecht                       | 1861–1943      | Pfarrer und Politiker, Mitglied der Bayerischen Abgeordnetenkammer |      |
| Fischel Arnheim                                  | 1812–1864      | Politiker und Jurist |      |
| Wilhelm von Ammon                                | 1903–1992      | NS-Jurist und verurteilter Kriegsverbrecher |      |
| Hans Freiherr von und zu Aufseß                  | 1801–1872      | Gründer des Germanischen Museums in Nürnberg |      |
| Otto Freiherr von und zu Aufseß                  | 1825–1903      | Politiker |      |
| Karl Heinrich Bauer                              | 1890–1978      | Mediziner, Krebsforscher und erster Rektor der Universität Heidelberg nach dem Zweiten Weltkrieg                                                                               |      |
| Arnulf Baumann                                   | 1932–2022      | Evangelischer Theologe |      |
| Hans Dieter Beck                                 | 1932–2025      | Verleger, Mitinhaber des Verlages C. H. Beck |      |
| Otto Becker                                      | 1828–1890      | Ophthalmologe |      |
| Hermann Friedrich Beckh                          | 1806–1886      | Jurist und Politiker; Gründer des Nürnberger Rettungshauses |      |
| Hermann Beckh                                    | 1832–1908      | Jurist und Mitglied des Reichstags |      |
| Theodor Berkmann                                 | 1802–1870      | Theologe, Politiker und Abgeordneter der Frankfurter Nationalversammlung; Teilnehmer am Pfälzer Aufstand                                                                       |      |
| Hermann Bezzel                                   | 1861–1917      | Rektor der Neuendettelsauer Diakonissenanstalt |      |
| Max Bezzel                                       | 1824–1871      | Schachspieler und Problemkomponist, gilt als ältester bayerischer Schachmeister                                                                                                |      |
| Georg Birnbaum                                   | 1890–1948      | Mediziner, Dermatologe und Hochschullehrer |      |
| Friedrich Wilhelm Bock                           | 1872–1924      | Mediziner und Politiker |      |
| Friedrich Edler von Braun                        | 1863–1923      | Politiker |      |
| Hermann Breiting                                 | 1804–1860      | Opernsänger (Tenor) |      |
| Frederick Brendel                                | 1820–1912      | Revolutionär, Botaniker und Meteorologe |      |
| Hans Karl Briegleb                               | 1805–1879      | Jurist und Politiker |      |
| Karl Bubner                                      | 1902–1987      | Jurist und Politiker |      |
| Karl Buchrucker                                  | 1827–1899      | evangelischer Theologe und Begründer der Inneren Mission in München |      |
| Karl von Burger                                  | 1805–1884      | evangelischer Theologe |      |
| Walter Caspari                                   | 1847–1923      | Geistlicher, Theologe und Hochschullehrer |      |
| Wilhelm Claussen                                 | 1901–1980      | Ministerialdirektor und Staatssekretär im Bundesarbeitsministerium |      |
| Georg Friedrich Daumer                           | 1800–1875      | Religionsphilosoph und Lehrer Kaspar Hausers |      |
| Oscar Daumiller                                  | 1882–1970      | evangelischer Pfarrer, später Oberkirchenrat und Kreisdekan von München; Vertreter der Bekennenden Kirche während des Kirchenkampfes                                           |      |
| Johann Gottfried Dingler                         | 1803–1875      | Jurist und Politiker |      |
| Oskar von Diruf                                  | 1824–1912      | Balneologe und Badearzt, Leibarzt Bismarcks |      |
| Joseph Disse                                     | 1852–1912      | Anatom und Histologe, Entdecker des Disse-Raums |      |
| Hans Doerfler                                    | 1863–1942      | Chirurg, Geheimer Sanitätsrat und Chefarzt |      |
| Theodor Doerfler                                 | 1869–1938      | Jurist und Politiker |      |
| Martin Donandt                                   | 1852–1937      | Bremer Senator und Bürgermeister |      |
| Ernst Drewes                                     | 1903–1991      | Landrat |      |
| Friedrich Ebert                                  | 1882–1971      | Gymnasiallehrer, Archäologe und Heimatforscher in Hof (Saale) |      |
| Fritz Eckert                                     | 1877–1941      | Bürgermeister von Moers |      |
| Heinrich Eidam                                   | 1849–1934      | Obermedizinalrat |      |
| Johann Friedrich Philipp Engelhart               | 1797–1837      | Chemiker |      |
| Eduard Enslin                                    | 1879–1970      | Augenarzt und Insektenforscher (Entomologe). Er war insbesondere Spezialist für Pflanzenwespen (Symphyta)                                                                      |      |
| Eduard Eppelsheimer                              | 1808–1866      | Politiker und Revolutionär, Abgeordneter des Bayerischen Landtags und Mitglied des Frankfurter Vorparlaments, tätiger Unterstützer der Provisorischen Regierung der Pfalz 1849 |      |
| Otto Erhard                                      | 1829–1888      | Politiker und Mitglied des Reichstages |      |
| Albrecht Eyring                                  | 1844–1920      | Pastor und Pomologe |      |
| Friedrich Fabri                                  | 1824–1891      | Kolonialpolitiker |      |
| Jacob von Falke                                  | 1825–1897      | Kultur- und Kunsthistoriker und Ästhetiker |      |
| Johannes Falke                                   | 1823–1876      | Historiker |      |
| Eduard August Feuerbach                          | 1803–1843      | Rechtsgelehrter |      |
| Friedrich Feuerbach                              | 1806–1880      | Philologe und Philosoph |      |
| Joseph Anselm Feuerbach                          | 1798–1851      | Altphilologe und klassischer Archäologe |      |
| Karl Wilhelm Feuerbach                           | 1800–1834      | Mathematiker |      |
| Wilhelm Fleischmann                              | 1837–1920      | Agrikulturchemiker; er gilt als Begründer der Milchwissenschaft |      |
| Walter Flex                                      | 1887–1917      | Schriftsteller und Lyriker |      |
| Franz Frank                                      | 1897–1986      | Maler und Graphiker |      |
| Oskar Fritsch                                    | 1883–1972      | Jurist und Schriftsteller |      |
| Heinrich Gareis                                  | 1878–1951      | Jurist, Regierungspräsident, Polizeipräsident und SS-Führer |      |
| Hugo Gebert                                      | 1888–1944      | Mitglied der Bremischen Bürgerschaft |      |
| Heinrich Christian Friedrich Gebhardt            | 1798–1868      | Theologe und Abgeordneter der Frankfurter Nationalversammlung |      |
| Hans Geiger                                      | 1882–1945      | Physiker und Erfinder des Geigerzählers |      |
| Friedrich Wilhelm Ghillany                       | 1807–1876      | evangelischer Theologe, Historiker und Schriftsteller |      |
| Ernst Gillmann                                   | 1890–1966      | evangelischer Theologe |      |
| Christian Carl von Glück                         | 1791–1865      | Richter, Politiker, Dichter und Kunstsammler |      |
| Heinrich Grießbach                               | 1891–1973      | evangelischer Theologe, Pfarrer und Dekan |      |
| Hans Großmann                                    | 1895–1973      | Mediziner und Hygieniker |      |
| Adolf Günther                                    | 1881–1958      | Rechts- und Staatswissenschaftler |      |
| Siegmund Günther                                 | 1848–1923      | Geograph und Naturwissenschaftler |      |
| Albrecht Haack                                   | 1898–1976      | Chemiker |      |
| Dieter Haack                                     | geb. 1934      | ehem. Bundesminister für Raumordnung, Bauwesen und Städtebau, ehem. Präsident der Evangelischen Landessynode Bayern und SPD-Mitglied                                           |      |
| Friedrich Haas                                   | 1846–1912      | Reichsrat der Krone Bayerns |      |
| Nicolaus Hadermann                               | 1805–1871      | Pädagoge, Journalist und Politiker der Freien Stadt Frankfurt |      |
| Anton Hagedorn                                   | 1856–1932      | Historiker, Archivar und Hamburger Staatsrat |      |
| Carl Heinrich Wilhelm Hagen                      | 1810–1868      | Historiker und Abgeordneter der Frankfurter Nationalversammlung |      |
| Adolf Harleß                                     | 1806–1879      | evangelischer Theologe und Mitbegründer der Erlanger Schule |      |
| Karl von Hase                                    | 1800–1890      | Professor der Theologie und Rektor der Universität Jena |      |
| Wilhelm Havemann                                 | 1800–1869      | Historiker |      |
| Carl Friedrich Heintz                            | 1802–1868      | Präsident der Kammer der Abgeordneten in Bayern und königlich bayerischer Staatsminister der Justiz                                                                            |      |
| Gottlieb August Herrich-Schäffer                 | 1799–1874      | Mediziner und Entomologe |      |
| Johann Georg Hertel                              | 1801–1874      | Mediziner und Schriftsteller |      |
| Günther Heydemann                                | geb. 1950      | Historiker |      |
| Ernst-Joachim Hickl                              | 1931–2010      | Gynäkologe und Geburtshelfer |      |
| Daniel Hilpert                                   | 1837–1923      | Rechtsanwalt, Ehrenbürger der Stadt Erlangen |      |
| Hans Hilpert                                     | 1878–1946      | Lehrer und Politiker, Mitglied des Bayerischen Landtags |      |
| Johann Wilhelm Friedrich Höfling                 | 1802–1853      | evangelischer Theologe und Mitbegründer der Erlanger Schule |      |
| Friedrich Hoffstadt                              | 1802–1846      | Jurist, Maler und Kunstschriftsteller |      |
| Johann Christian Konrad von Hofmann              | 1810–1877      | protestantischer Theologe und wichtiger Vertreter der Erlanger Schule |      |
| Johann Eberhard Käfferlein                       | 1807–1889      | Jurist, Politiker und Abgeordneter der Frankfurter Nationalversammlung |      |
| Ludwig Kelber                                    | 1824–1906      | Pfarrer und Schriftsteller |      |
| Friedrich Klinge                                 | 1883–1949      | Politiker und Oberbürgermeister der Stadt Goslar 1917–1933 und 1948–1949 |      |
| Ludwig Körbitz                                   | 1809–1882      | Bürgermeister von Berneck, Mitglied der Bayerischen Abgeordnetenkammer 1853–1855                                                                                               |      |
| Wilhelm Friedrich Christian Gustav Krafft        | 1805–1864      | Politiker |      |
| Heinrich Kraußold                                | 1836–1914      | Jurist und Politiker, Mitglied der Bayerischen Abgeordnetenkammer |      |
| Michael Krück                                    | 1842–1919      | Pädagoge und Gymnasialdirektor |      |
| Gustav Landgraf                                  | 1857–1932      | Klassischer Philologe und Gymnasialdirektor |      |
| Gustav Langbein                                  | 1833–1915      | Superintendent und Hofprediger |      |
| Heinrich Leo                                     | 1799–1878      | Historiker und preußischer Politiker |      |
| Johann Michael Leupoldt                          | 1794–1874      | Psychiater und Hochschullehrer |      |
| Wilhelm Löhe                                     | 1808–1872      | evangelischer Theologe und Gründer des Mutterhauses für Diakonissen in Neuendettelsau                                                                                          |      |
| Ernst Loesch                                     | 1860–1946      | Maler und Schriftsteller |      |
| Norbert Mahla                                    | 1798–1875      | Jurist und Politiker; Bürgermeister von Landau in der Pfalz 1843–1848 |      |
| Karl Mann                                        | 1850–1925      | Politiker; Bürgermeister von Rothenburg ob der Tauber |      |
| Heinrich Mau                                     | 1842–1916      | Theologe |      |
| Hermann Merkel                                   | 1873–1957      | Rechtsmediziner und Hochschullehrer |      |
| Karl Merkenschlager                              | 1885–1967      | Jurist und Bergsteiger; 1945–1946 kommissarischer Bürgermeister der Stadt Traunstein                                                                                           |      |
| Karl Michahelles                                 | 1807–1834      | Zoologe und Arzt |      |
| Julius Miedel                                    | 1863–1940      | Lehrer, Stadtarchivar, Historiker und Memminger Ehrenbürger |      |
| Hermann von Münch                                | 1819–1883      | Mitglied der Bayerischen Abgeordnetenkammer und Bürgermeister von Hof |      |
| Gerhard Mützelburg                               | 1911–nach 1989 | Präsident des Oberlandesgerichts Celle |      |
| Lorenz Theodor Nagel                             | 1828–1895      | Publizist, Journalist und Beamter |      |
| Karl Friedrich Nägelsbach                        | 1806–1859      | Altphilologe |      |
| Karl-Heinz Neukamm                               | 1929–2018      | Präsident des Diakonischen Werks Deutschland (1984–1994), ehem. Vorstandsvorsitzender der Rummelsberger Anstalten                                                              |      |
| Julius von Niethammer                            | 1798–1882      | Jurist und Politiker |      |
| Gottfried Osann                                  | 1797–1866      | Chemiker und Physiker |      |
| Friedrich Paulsen                                | 1846–1908      | Pädagoge und Philosoph; er gilt als Vater des modernen Gymnasiums |      |
| Rudolf Paulsen                                   | 1883–1966      | Schriftsteller |      |
| Hans Petri                                       | 1880–1974      | evangelischer Theologe |      |
| Friedrich Pfaff                                  | 1825–1886      | Geologe und Mineraloge |      |
| Hans Ulrich Vitalis Pfaff                        | 1824–1872      | Mathematiker |      |
| Hermann von Pfaff                                | 1846–1933      | bayerischer Finanzminister |      |
| August von Platen                                | 1796–1835      | Dichter |      |
| Samuel Preiswerk                                 | 1799–1871      | Schweizer reformierter Pfarrer und Kirchenlieddichter |      |
| Albert Preu                                      | 1868–1944      | Verwaltungsjurist und Oberbürgermeister der Stadt Bayreuth 1919–1933 |      |
| Georg Friedrich Puchta                           | 1798–1846      | Jurist und Professor für Römisches Recht und Kirchenrecht in München, Marburg, Leipzig und Berlin                                                                              |      |
| Heinrich Puchta                                  | 1808–1858      | evangelischer Pfarrer und Liederdichter |      |
| Heinrich Rathke                                  | geb. 1928      | ehem. Landesbischof der Evangelisch-Lutherischen Landeskirche Mecklenburgs und leitender Bischof der Vereinigten Evangelisch-Lutherischen Kirche in der DDR (VELK-DDR)         |      |
| Heinrich Ranke                                   | 1830–1909      | Anthropologe und Professor für Kinderheilkunde |      |
| Hans von Raumer                                  | 1820–1851      | Politiker und Abgeordneter der Frankfurter Nationalversammlung |      |
| Rudolf von Raumer                                | 1815–1876      | Sprachforscher und Germanist |      |
| Friedrich Ludwig von Rechteren-Limpurg-Speckfeld | 1811–1909      | Politiker und bayerischer Generalmajor |      |
| Joseph Martin Reichard                           | 1803–1872      | Politiker und Revolutionär, Abgeordneter der Frankfurter Nationalversammlung, Präsident der Provisorischen Regierung der Pfalz 1849                                            |      |
| Johann Edmund Reichold                           | 1838–1902      | Bürgermeister von Erlangen |      |
| Heinrich Reincke                                 | 1881–1960      | Mediziner und Politiker |      |
| Julius Reincke                                   | 1842–1906      | Archivar und Historiker |      |
| Theodor Renaud                                   | 1844–1910      | Schriftsteller |      |
| Rudolph von Richter                              | 1835–1919      | Präsident des bayerischen Senats am Reichsmilitärgericht |      |
| Heinrich Riedel                                  | 1903–1989      | evangelischer Theologe und Pfarrer |      |
| Carl Georg Ritter                                | 1871–1965      | Chirurg in Greifswald, Posen und Düsseldorf |      |
| Leonhard Roesler                                 | 1839–1910      | deutsch-österreichischer Chemiker und Önologe sowie Direktor der k.k. Chemisch-Physiologischen Versuchsstation für Wein- und Obstbau in Klosterneuburg                         |      |
| Ludwig Roediger                                  | 1798–1866      | Aktivist der Burschenschaft und Philologe |      |
| Hermann von Rotenhan                             | 1800–1858      | bayerischer Königlicher Kämmerer und Präsident der Kammer der Abgeordneten in Bayern                                                                                           |      |
| Julius von Rotenhan                              | 1805–1866      | Gutsherr und königlich bayerischer Regierungsbeamter |      |
| Christian Roth                                   | 1873–1934      | Jurist, Verwaltungsbeamter und Politiker (DNVP, NF, NSDAP) |      |
| Wolfgang Saalfeldt                               | 1890–1954      | Arzt, Kreisleiter der NSDAP im Landesteil Lübeck |      |
| Karl Ludwig Sand                                 | 1795–1820      | radikaler deutscher Burschenschafter |      |
| Julius Friedrich Scheidemantel                   | 1806–1891      | Jurist und Mitglied der Bayerischen Abgeordnetenkammer |      |
| Georg Schepss                                    | 1852–1897      | klassischer Philologe und Gymnasiallehrer |      |
| Kurt Scherzer                                    | 1920–2006      | Oberbürgermeister der Stadt Fürth 1964–1984 |      |
| Adolf von Scheurl                                | 1811–1893      | Theologe und Rechtswissenschaftler |      |
| Eberhard Freiherr von Scheurl                    | 1873–1952      | Jurist und Hochschullehrer an der Handelshochschule Nürnberg |      |
| Julius Schieder                                  | 1888–1964      | Oberkirchenrat und Kreisdekan von Nürnberg; Vertreter der Bekennenden Kirche während des Kirchenkampfes                                                                        |      |
| Karl Schmidt                                     | 1899–1980      | Augenarzt und Hochschullehrer für Augenheilkunde, Rektor der Universität Bonn und Reichsuniversität Straßburg                                                                  |      |
| Paul Schmidt                                     | 1898–1976      | Erfinder, Erfinder des Schmidt-Rohres |      |
| Theodor Schmidt                                  | 1867–1942      | Bayerischer Landtagsabgeordneter und Theologe |      |
| Ernst von Schneider                              | 1846–1914      | Reichsgerichtsrat |      |
| Michael Schobert                                 | 1821–1881      | Bürgermeister von Münchberg und Dinkelsbühl, Bayerischer Landtagsabgeordneter                                                                                                  |      |
| Simon Schöffel                                   | 1880–1959      | evangelischer Landesbischof in Hamburg |      |
| Christian Friedrich Schönbein                    | 1799–1868      | deutsch-schweizerischer Chemiker, Entdecker u. a. des Ozons |      |
| Peter Schönlein                                  | 1939–2016      | Oberbürgermeister der Stadt Nürnberg 1987–1996 |      |
| Karl Friedrich Scholler                          | 1810–1863      | Theologe, Schriftsteller und Abgeordneter der Zweiten Kammer der Bayerischen Ständeversammlung (1845–1848)                                                                     |      |
| Otto Schottenheim                                | 1890–1980      | Oberbürgermeister von Regensburg, Doktor der Medizin und SS-Brigadeführer |      |
| Rudolf von Schreiber                             | 1848–1911      | Jurist, Bezirksamtmann in Bad Tölz, Wirklicher Geheimrat |      |
| Friedrich Schubarth                              | 1804–1871      | Jurist und Bürgermeister von Regensburg 1856–1868 |      |
| Theodor Schulenburg                              | 1831–1911      | Pädagoge und plattdeutscher Schriftsteller |      |
| Carl Heinrich Schultz                            | 1805–1867      | Arzt und Botaniker |      |
| Hermann Schultz                                  | 1836–1903      | evangelischer Theologe und Professor für Altes Testament in Basel, Straßburg, Heidelberg und Göttingen; Abt des Klosters Bursfelde                                             |      |
| Ernst Seifert                                    | 1887–1969      | Chirurg und Rektor der Universität Würzburg (1938–1945) |      |
| Otto Seifert                                     | 1853–1933      | Mediziner und Hochschullehrer |      |
| Christoph von Seiler                             | 1822–1904      | Jurist und Zweiter Bürgermeister von Nürnberg |      |
| Franz Ferdinand Seitz                            | 1823–1898      | Bayerischer Landtagsabgeordneter |      |
| August Siebert                                   | 1805–1855      | Mediziner und Direktor der Landesheilanstalt in Jena; Politiker, Reichstagsabgeordneter 1848 und Thüringer Landtagsabgeordneter                                                |      |
| August Sperl                                     | 1862–1926      | Schriftsteller |      |
| Gustav Springorum                                | 1862–1927      | Landrat in Waldbröl und Fulda, Regierungspräsident von Kassel |      |
| Friedrich Julius Stahl                           | 1802–1861      | Jurist und Professor für Rechtsphilosophie in Würzburg und Erlangen sowie Politiker in Preußen                                                                                 |      |
| Karl Christian Stauber                           | 1814–1860      | Bayerischer Landtagsabgeordneter |      |
| Otto Steengrafe                                  | 1877–1948      | Mitglied der Bremischen Bürgerschaft, Verwaltungsgerichtspräsident |      |
| Carl August von Steinheil                        | 1801–1870      | Physiker und Erbauer der ersten Telegraphenleitung in München |      |
| Rudolf Stich                                     | 1875–1960      | Chirurg |      |
| Ludwig Sternecker                                | 1852–1914      | Bürgermeister von Dinkelsbühl 1882–1913 |      |
| Max Stirner                                      | 1806–1856      | Philosoph und Journalist |      |
| Karl Stöber                                      | 1796–1865      | Schriftsteller und evangelisch-lutherischer Geistlicher, Gründungsmitglied |      |
| Viktor von Strauß und Torney                     | 1810–1899      | Politiker und Kirchenlieddichter |      |
| Johannes Strebel                                 | 1832–1909      | Orgelbauer |      |
| Friedrich Strobel                                | 1822–1875      | Jurist und Politiker |      |
| Karl Stützel                                     | 1872–1944      | Politiker und bayerischer Innenminister 1924–1933 |      |
| Gottlieb von Thäter                              | 1846–1912      | bayerischer Generalmajor |      |
| Gottlieb von Thon-Dittmer                        | 1802–1853      | bayerischer Politiker, Minister und von 1836 bis 1848 Bürgermeister von Regensburg; er gehörte 1848 dem sogenannten Ministerium der Morgenröte an.                             |      |
| Johannes Trümpy                                  | 1798–1861      | Schweizer Politiker, Richter und Arzt. Angehöriger des Nationalrates 1851–1857                                                                                                 |      |
| Hermann Wagner                                   | 1840–1929      | Geograph und Kartograph |      |
| Johann Andreas Wagner                            | 1797–1861      | Zoologe |      |
| Rudolf Wagner                                    | 1805–1864      | Anatom, Physiologe und Entdecker der weiblichen Eizelle |      |
| Heinrich Carl Welsch                             | 1808–1882      | Badearzt |      |
| Ludolf Weidemann                                 | 1849–1939      | evangelischer Geistlicher und Schriftsteller; Lateinlehrer von Thomas Mann |      |
| Hermann Weigmann                                 | 1856–1950      | Milchforscher und Mikrobiologe |      |
| Johann Michael Freiherr von Welser               | 1869–1943      | Verwaltungsjurist und Staatssekretär in der Weimarer Republik |      |
| Ludwig von Welser                                | 1841–1931      | bayerischer Freiherr und Staatsbeamter im höheren Dienst |      |
| Heinrich Wiegand                                 | 1855–1909      | Generaldirektor des Norddeutschen Lloyd |      |
| Friedrich Winter                                 | 1902–1982      | Jurist und Politiker |      |
| Johann Georg August Wirth                        | 1798–1848      | politischer Schriftsteller des Vormärz und Initiator des Hambacher Festes |      |
| Ernst Wündisch                                   | 1883–1955      | Polizeipräsidenten von Recklinghausen |      |
| Fritz Wündisch                                   | 1910–1994      | Jurist und Historiker |      |
| Friedrich Albert von Zenker                      | 1825–1898      | Arzt und Pathologe |      |
| Rudolf Zenker                                    | 1862–1941      | Romanist, Provenzalist und Mediävist |      |
| Adolf von Zerzog                                 | 1799–1890      | Politiker und Abgeordneter der Frankfurter Nationalversammlung |      |
| Joseph Zeyer                                     | 1801–1875      | Jurist, Abgeordneter der bayerischen Kammer der Abgeordneten |      |
| Joseph Gerhard Zuccarini                         | 1797–1848      | Botaniker |      |